# Humoristična serija
Humoristična serija je izraz koji označava skup međusobno povezanih radio, televizijskih ili internetskih emisija ili predstava kojima je zajednička uporaba humora kao glavnog elementa zabave publike (slušatelja ili gledatelja). U užem smislu se obično pod time podrazumijeva humoristična televizijska serija, a ona može podrazumijevati prilično raznovrsne oblike televizijske zabave. Najčešći tipovi su humoristični televizijski varijete - koji sadrže međusobno nepovezane skečeve ili stand up nastupe koje povezuje isti izvođač ili skupina izvođača, te sitcom ili igrana TV-serija obično smještena na točno određeno mjesto radnje i likove. Kao primjer za prvo mogu poslužiti Saturday Night Live i Top lista nadrealista, kao primjer za drugo mogu poslužiti Friends i Naša mala klinika.
Humoristične serije ponekad mogu predstavljati stvarati hibride i s drugim televizijskim žanrovima, kao što su animirane serije (Simpsoni) ili "ozbiljne" dramske serije, pri čemu se rabi izraz dramedija.